# G.J. Bensink
Gerardus Johannes Bensink (Renkum, 26 oktober 1893 – Garderen, 1 oktober 1964) was een Engelandvaarder. 

## Biografie
Bensink was directielid van Müller & Co en woonde in Rotterdam toen de Tweede Wereldoorlog uitbrak. Müller exploiteerde in die tijd de Batavier Lijn tussen Rotterdam en Tilbury.

### Engelandvaart
Op 15 augustus 1942 werden er arrestaties in Rotterdam verricht als represaille voor een bomaanslag in Rotterdam op een trein van het Duitse leger. Onder meer Willem Ruys en Robert Baelde werden opgepakt en geëxecuteerd. Bensink stond ook op de lijst maar was die dag in Vlissingen en werd gewaarschuwd. Hij besloot zijn bedrijf en zijn gezin achter te laten en onmiddellijk te vluchten. Via relaties bij de Nederlandse Spoorwegen lukte het hem zich op 26 september te verstoppen in een veewagen die naar Spanje werd vervoerd. Een poging om Spanje per schip te verlaten mislukte: tijdens een controle bij Gibraltar werd hij ontdekt en van boord gehaald. Met de hulp van een vooroorlogs contact lukte het hem om op 30 december 1942 naar Engeland te vliegen. Hij ontving het Kruis van Verdienste (KB 25-02-1943 No. 11).
Hij werd Kapitein-Luitenant-ter-zee.

## Onderscheidingen
- Officier in de Orde van Oranje-Nassau (1935)[6]
- Kruis van Verdienste (1943)[7]